# Protection sociale en France

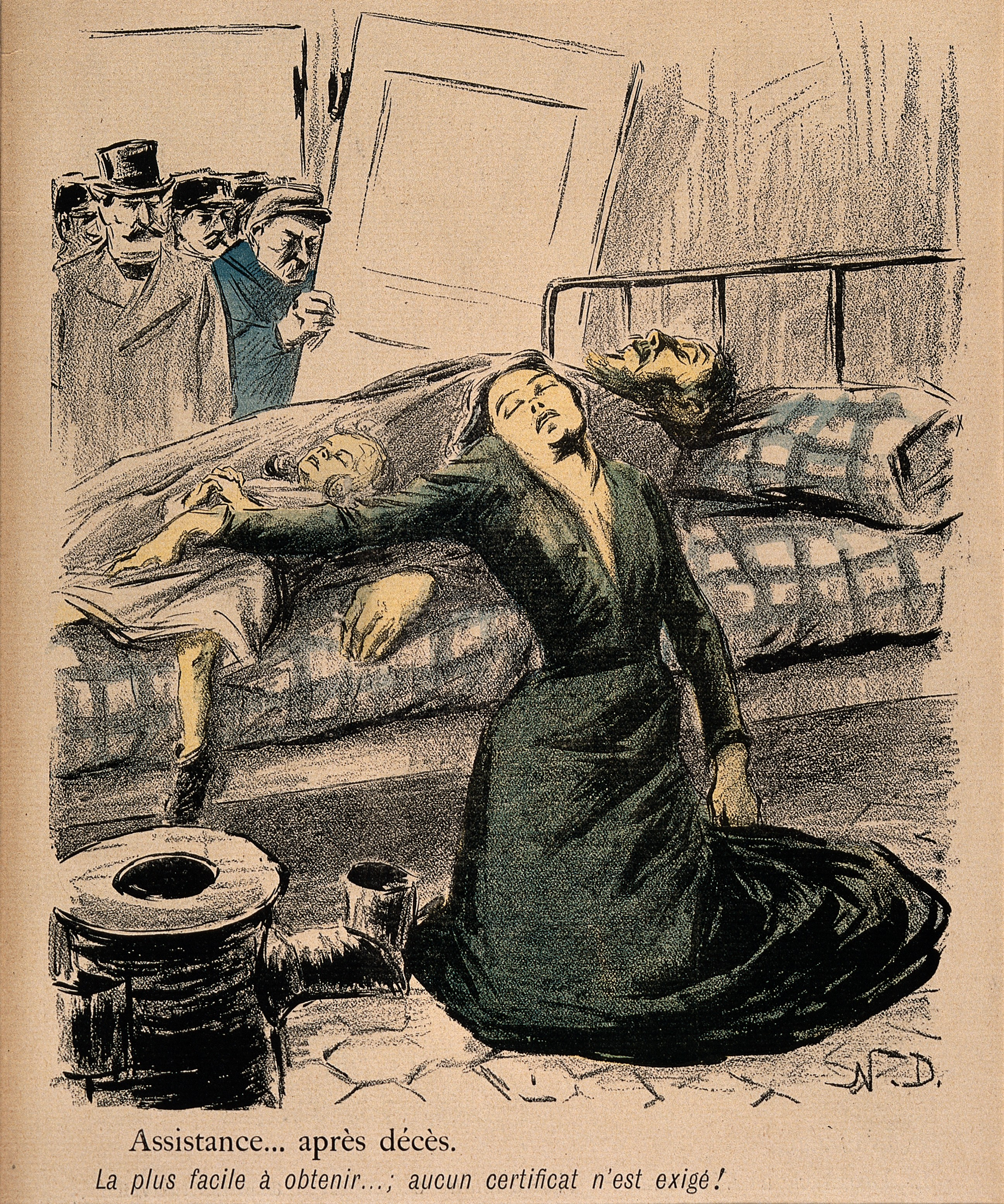

La protection sociale en France vise à couvrir, dans un cadre de solidarité nationale, les risques sociaux auxquels les personnes et les ménages sont exposés via le versement de prestations sociales. 
En 2015, les dépenses de protection sociale s’élèvent à 746,6 milliards d’euros, soit 34,0 % du produit intérieur brut (PIB) et les recettes de la protection sociale s’établissent à 741,5 milliards d’euros, soit 33,8 % du PIB ; ces prestations représentent 51 % des dépenses des administrations publiques (administrations de sécurité sociale, administrations publiques centrales, administrations publiques locales), et les administrations de sécurité sociales cumulent 6 % du déficit public et 11 % de la dette publique en 2015.
Dans les années 2020, plusieurs chantiers concernent notamment la santé publique, l'accès aux soins, le système des retraites et la sécurité sociale, avec des mesures de modernisation, d'efficacité et de simplification des procédures administratives. La France est le pays d'Europe qui dépense et investit le plus en protection sociale, et pour la huitième année consécutive, le pays qui y consacre la plus grosse part de son PIB (31,5 %), au regard de 26,6 % en moyenne  dans les 27 pays de l’Union européenne,.

## Comptes de la protection sociale
Les comptes de la protection sociales sont établis en comptabilité nationale et selon un système harmonisé à l’échelle européenne. Ils permettent les comparaisons indépendamment des structures juridique de chaque pays.
|                          | administrations de sécurité sociale | administrations publiques centrales | administrations publiques locales | mutuelles et instituts de prévoyance | sociétés non financières | institutions sans but lucratif au service des ménages | ensemble hors transferts |
| ------------------------ | ----------------------------------- | ----------------------------------- | --------------------------------- | ------------------------------------ | ------------------------ | ----------------------------------------------------- | ------------------------ |
| Emplois                  | 847                                 | 135                                 | 48                                | 43                                   | 14                       | 27                                                    | 872                      |
| prestations sociales     | 579                                 | 131                                 | 35                                | 27                                   | 14                       | 27                                                    | 813                      |
| emplois divers           | 44                                  |                                     |                                   | 15                                   |                          |                                                       | 59                       |
| transferts versés        | 225                                 | 4                                   | 13                                |                                      |                          |                                                       |                          |
| Ressources               | 799                                 | 135                                 | 48                                | 40                                   | 14                       | 27                                                    | 821                      |
| cotisations              | 342                                 | 50                                  | 1                                 | 30                                   | 14                       |                                                       | 437                      |
| impôts et taxes affectés | 234                                 | 6                                   | 5                                 |                                      |                          |                                                       | 245                      |
| contributions publiques  | 16                                  | 79                                  | 35                                |                                      |                          |                                                       | 129                      |
| ressources diverses      | -2                                  |                                     | 1                                 | 11                                   |                          | 1                                                     | 11                       |
| transferts reçus         | 209                                 |                                     | 6                                 |                                      |                          | 26                                                    |                          |
| Solde (hors transferts)  | -49                                 |                                     |                                   | -2                                   |                          |                                                       | -51                      |

### Ressources
Entre 1959 et 2015, les recettes de la protection sociale ont plus que doublé en proportion de la richesse nationale passant de 16 à 34 points de PIB. Les ressources de la protection sociales sont en 2015 composées à 60 % de cotisations. En 1959 ce taux était de 77 % et a progressivement diminuée, notamment avec la création de la contribution sociale généralisée. En effet les cotisations sociales et autres coûts à la charge des employeurs représentent près d’un quart (24 %) du coût du travail salarié dans l’UE-28, contre un tiers en France. C'est ce qui a motivé un transfert progressif du financement vers les revenus du capital, le revenus de remplacement ou la consommation. Cette baisse s’observe dans la plupart des pays européens,.
| | En milliards d'euros |
| --- | -------------------- |
| Cotisations effectives | 378,6                |
| Cotisations imputées | 58,0                 |
| Impôts et taxes affectés | 244,9                |
| Contribution sociale généralisée                                                                                                  | 123,4                |
| Impôts sur les salaires et la main d'œuvre (taxe sur les salaires, Contribution de solidarité pour l'autonomie, Forfait social …) | 25,2                 |
| Part ajustable de la taxe sur la valeur ajoutée                                                                                   | 45,3                 |
| Autres impôts sur les produits (boissons, tabacs…)                                                                                | 32,0                 |
| Impôts nets divers sur la production                                                                                              | 5,7                  |
| Autres impôts sur le revenu (CRDS…)                                                                                               | 11,8                 |
| Transfert de recettes fiscales | -0,2                 |
| Contributions publiques | 129,3                |
| Produits financiers | 7,1                  |
| Ressources diverses | 15,3                 |
| Recettes du compte de capital | -11,8                |
| Total | 821,5                |

Pour des raisons techniques, il est temporairement impossible d'afficher le graphique qui aurait dû être présenté ici.

### Prestations sociales
Le tableau ci-dessous correspond à une nomenclature internationale qui segmente la protection sociales en six grandes catégories correspondant à onze risques.
|                                                 | 2016    | 2020    |
| ----------------------------------------------- | ------- | ------- |
| Vieillesse - survie                             | 325 716 | 353 213 |
| Vieillesse                                      | 287 218 | 313 937 |
| Survie                                          | 38 498  | 39 276  |
| Santé                                           | 250 312 | 277 988 |
| Maladie                                         | 204 312 | 227 539 |
| Invalidité                                      | 38 933  | 43 953  |
| Accidents du travail, maladies professionnelles | 6 997   | 6 497   |
| Famille                                         | 54 590  | 55 714  |
| Emploi                                          | 44 242  | 77 496  |
| Chômage                                         | 40 071  | 72 436  |
| Insertion professionnelle                       | 4 171   | 5 060   |
| Logement                                        | 18 361  | 16 809  |
| Pauvreté - exclusion sociale                    | 22 025  | 32 133  |
| Total                                           | 715 347 | 813 353 |

note : en 2020, les mesures liées à la pandémie de Covid-19 ont représenté 35 milliards d’euros, dont près de 30 milliards versés au titre du chômage partiel et des indemnités journalières dérogatoires.
|                                                            | 2016    | 2020    |
| ---------------------------------------------------------- | ------- | ------- |
| Administrations de sécurité sociale                        | 516 507 | 579 080 |
| Régimes d’assurances sociales                              | 447 027 | 499 604 |
| Régime d'intervention sociale des hôpitaux publics         | 66 802  | 76 389  |
| Autres organismes dépendants des assurances sociales       | 2 679   | 3 087   |
| Administration publique centrale                           | 98 947  | 130 981 |
| Administrations publiques locales                          | 34 216  | 35 043  |
| Secteur privé                                              | 65 677  | 68 250  |
| Institutions sans but lucratif au service des ménages      | 24 189  | 26 909  |
| Régimes de la mutualité et de la prévoyance                | 28 182  | 27 239  |
| Autres régimes des sociétés financières et non financières | 13 306  | 14 102  |
| Total                                                      | 715 347 | 813 353 |

Pour des raisons techniques, il est temporairement impossible d'afficher le graphique qui aurait dû être présenté ici.

## Relations entre l'État et la protection sociale
Les relations financières entre l’État et la protection sociale recouvrent des formes diverses,
- il auto-assure certains risques sociaux aux fonctionnaires et il verse en tant qu’employeur des cotisations sociales (54 milliards d'€ en 2018) ;
- il compense, aux régimes obligatoires de base de sécurité sociale et aux régimes complémentaires, des exonérations de cotisations sociales (6 milliards d'€),
  - Cette compensation est obligatoire depuis la loi du 25 juillet 1994,
  - Depuis 2011, les allègements sont financés par affectation d’une partie de la taxe sur la valeur ajoutée ;
- il finance les prestations versées par les organismes obligatoires de base de sécurité sociale pour le compte de l’État (34 milliards d'€), les principales étant :
  - Aide au logement (14 milliards d'€),
  - Allocation aux adultes handicapés (9 milliards d'€),
  - Prime d'activité (5 milliards d'€) ;
- il verse des subventions à certains régimes obligatoires de base de sécurité sociale pour en assurer l’équilibre financier (6 milliards d'€) ;
- il garantit financièrement à certains régimes de protection sociale ;
- il affecte aux organismes de sécurité sociale le produit de certains impôts et taxes (217 milliards d'€), les principales étant :
  - Contribution sociale généralisée (124 milliards d'€),
  - Taxe sur les salaires (13 milliards d'€),
  - Droits de consommation sur les tabacs (12 milliards d'€)[14].

## Cotisations des salariés du régime général
|                                                   | Assiettes                    | Part employeur | Part salarié |
| ------------------------------------------------- | ---------------------------- | -------------- | ------------ |
| Allocations familiales                            | salaire                      | 5,25 %         | 0 %          |
| Assurance vieillesse                              | salaire plafonné             | 8,5 %          | 6,85 %       |
| Assurance vieillesse                              | salaire                      | 1,8 %          | 0,3 %        |
| Allocations maladie, maternité, invalidité, décès | salaire                      | 12,8 %         | 0,75 %       |
| Accidents du travail et maladies professionnelles | salaire                      | variable       | 0 %          |
| Chômage                                           | salaire                      | 4 %            | 2,4 %        |
| Retraite non complémentaire                       | salaire plafonné             | 4,65 %         | 3,10 %       |
| Retraite non complémentaire                       | salaire au dessus du plafond | 12,15 %        | 8,10 %       |
| Fonds national d'aide au logement                 | salaire                      | 0,5 %          | 0,5 %        |
| Contribution de solidarité pour l'autonomie       | salaire - exonérations       | 0,3 %          | 0 %          |
| Forfait social                                    | salaire - exonérations       | 8 %            | 8 %          |
| CSG - CRDS                                        | salaire-1,75%                | 0 %            | 8 %          |

Pour ces salariés, les cotisations sont versées par les employeurs à une union de recouvrement des cotisations de sécurité sociale et d'allocations familiales (URSSAF).
note 1 : il existe d'autres prélèvements obligatoires sur les salaires qui n'ont pas de rapport avec la protection sociale (sur les transports, le dialogue social, l’apprentissage, la construction par exemple).
note 2 : en 2018, la CSG augmente de 1,7 %, en remplacement des cotisations salariales d’assurance maladie et d’assurance chômage.

## Contributions sur les revenus du capital
|                                                         | Taux   |
| ------------------------------------------------------- | ------ |
| CSG                                                     | 8,2 %  |
| CRDS                                                    | 0,5 %  |
| Prélèvement social                                      | 4,5 %  |
| Contribution additionnelle au prélèvement social        | 0,3 %  |
| Prélèvement de solidarité (Revenu de solidarité active) | 0,3 %  |
| Total                                                   | 15,5 % |

Selon le rapport de mai 2024 (455 pages) de la Cour des comptes, en 2023, après la pandémie de Covid-19, le déficit de la sécurité sociale était de 10,8 Md€ (4 Md€ de plus que la prévision initiale, en raison de la branche maladie, qui a bénéficié de la quasi-extinction des dépenses liées à la crise sanitaire, mais non des réformes qui visaient à contenir ses autres dépenses). En 2024, le déficit de la sécurité sociale est annoncé comme stable à 10,5 Md€ (si la diminution prévue de la hausse des dépenses d’assurance-maladie (-3,5 Md€) est tenue. La branche vieillesse et le fonds de solidarité vieillesse devraient être en déficit de 5 Md€ suite à l’indexation des pensions de retraite sur l’inflation avec un an de décalage). Les perspectives financières de la sécurité sociale ont été revues à la baisse par la loi de finance 2024, « sans perspective de stabilisation et encore moins de retour à l’équilibre » selon la Cour des comptes qui estime que les « niches sociales » ont privé les caisses de la sécurité sociale de 18 Md€ en 2022, une situation qui appelle de nouvelles réformes. 